# Космос-2381
Космос-2381 је један од преко 2400 совјетских вјештачких сателита лансираних у оквиру програма Космос.
Космос-2381 је лансиран са космодрома Тјуратам, Бајконур, Казахстан, 1. децембра 2001. Ракета-носач Протон-К је поставила сателит у орбиту око планете Земље. 